# Adrian Bărbulescu
Adrian Bărbulescu este un fost general de brigadă român, locțiitor al șefului Corpului de control din cadrul Serviciului Român de Informații.

## Controverse
Pe 7 ianuarie 2014, Adrian Bărbulescu a fost condamnat de ÎCCJ la doi ani de închisoare cu suspendare,
pentru săvârșirea infracțiunilor de abuz în serviciu contra intereselor publice și fals intelectual în legătură directă cu o infracțiune asimilată infracțiunilor de corupție.
ICCJ i-a mai condamnat pe Petrache Cândea, general de brigadă (r), fost șef al Corpului de Control din cadrul Serviciului Român de Informații, colonel (r) George Icleanu, locotenent colonel (r)  Dumitru Dănuț Vlădica, toți foști ofițeri în cadrul Serviciului Român de Informații, la pedeapsa de 2 ani închisoare cu suspendare.
Instanța a mai dispus obligarea, în solidar, a inculpaților Cândea Petrache, Bărbulescu Adrian, Icleanu George și Vlădica Dumitru Dănuț la plata sumei de 33.725 lei către partea civilă – Serviciul Român de Informații – și 1.350 lei fiecare, cu titlu de cheltuieli judiciare către stat.